# Francesc Ribas i Soberano
Francesc Ribas i Soberano (Reus, 14 de febrer de 1893 - Barcelona, 8 de maig de 1965) va ser un metge i polític català.
Pertanyia a una família modesta i el seu pare, que era boter, va morir el 1907. La seva mare amb el noi es traslladà a Barcelona on Francesc va entrar a treballar de dependent en una farmàcia. El 1915 es llicencià en medicina per la Universitat de Barcelona. El 1921, la Mancomunitat de Catalunya l'envià, juntament amb el doctor Antoni Guàrdia, a estudiar la malaltia del goll que patien els habitants d'algunes comarques del Pirineu, per mirar de posar-hi remei. El 1928 marxà a París per a especialitzar-se en malalties pulmonars i cardíaques i treballa a l'Hôpital de la Charité et Ténon com a deixeble dels professors Emile Sergent i Camille Lian, alhora que es familiaritzava amb el sistema suec de seguretat social i visitava centres contra la tuberculosi de Suècia i del nord i centre d'Europa.
La seva amistat amb Lluís Companys, de qui n'era metge, el va dur a afiliar-se a Esquerra Republicana de Catalunya el 1931, i a les eleccions al Parlament de Catalunya de 1932 va ser elegit diputat per Barcelona. Participa activament a les Comissions de Sanitat, Pressupostos i Justícia. El 1932 va fundar i dirigir el sanatori per a tuberculosos de Puigdolena, a Sant Quirze Safaja, on hi va estar internat i va morir el poeta Màrius Torres. El 1934 va ser nomenat representant de la Generalitat de Catalunya a la Junta Administrativa de l'Hospital Clínic de Barcelona, però fou substituït al cap de poc arran els fets del sis d'octubre. Recuperà el càrrec poc abans de la guerra civil espanyola, durant la qual organitzà l'Hospital Clínic com a hospital de guerra. Hi destacà per la creació del servei d'urgències i crear el primer centre de transfusió sanguínia. També el 1936 presidí una comissió del Parlament de Catalunya per tal de redactar un projecte de llei d'Assistència Social.
El 23 de desembre de 1938 marxà amb la seva família a Oceja (Catalunya del Nord), però el 1943 tornà clandestinament i s'amagà a Centelles, prop del sanatori de Puigdolena que va seguir dirigint d'amagat fins al 1945, al final de la Segona Guerra Mundial. Es va entregar a les autoritats franquistes, que el 1947 el condemnaren a ser desterrat a Alacant, on va exercir com a metge fins al 1962, any que va poder tornar a Barcelona. Va morir d'una angina de pit el 1965.